# Paul Schrader
Paul Joseph Schrader (Grand Rapids, Michigan; 22 de juliol de 1946) és un guionista i director de cinema estatunidenc. El seu germà és el també guionista i director Leonard Schrader, amb qui ha col·laborat en els guions de Mishima i Cadena de muntatge. Està casat des de l'any 1983 amb l'actriu Mary Beth Hurt, amb qui té dos fills, Molly i Sam.

## Biografia
Educat en una estricta fe calvinista que li marcaria profundament i la influència de la qual es deixa sentir en tota la seva obra, no va veure una pel·lícula fins a complir els 18 anys d'edat. Es va graduar en el UCLA Film Studies i es va convertir en crític de cinema primer per al periòdic LA Weekly Press i més tard per a la revista Cinema Magazine. Mentrestant, va completar els seus estudis en la Universitat de Colúmbia i en el Conservatori AFI.

### Treballs com a guionista
En 1975 escriu al costat del seu germà Leonard el guió de Yakuza, que posteriorment dirigiria Sydney Pollack amb Robert Mitchum de protagonista. Malgrat ser un fracàs comercial, el faria visible davant els ulls de la nova generació de directors de Hollywood. En 1976 escriuria el guió de la pel·lícula de Brian De Palma Obsessió. Aquest mateix any Martin Scorsese s'encarregaria de dirigir el seu guió de Taxi Driver, que guanyaria la Palma d'Or al Festival de Cinema de Canes. El binomi amb Scorsese crearia les pel·lícules Toro salvatge (1980), The Last Temptation of Christ (1988) i Bringing Out the Dead (1999). i deu anys més tard Harold Becker faria el propi amb City Hall: l'ombra de la corrupció. La resta dels seus guions originals serien dirigits per ell mateix.

### Treballs com a director
Schrader inicia la seva carrera com a director gràcies a l'èxit de Taxi Driver, i ho fa amb Cadena de muntatge, un drama sobre tres treballadors que planegen escapar a les seves dificultats econòmiques cometent un robatori. Després d'un rodatge molt duro degut especialment al difícil tracte del director amb els actors, la pel·lícula es va estrenar en 1978. Després de Cadena de muntatge Schrader ha dirigit un total de 17 pel·lícules.
La religió (The Last Temptation of Christ, Tocat, Dominion), les difícils relacions familiars (Aflicció) i les relacions sentimentals marcades per la frustració sexual (Gent felina, The Comfort of Strangers), el món dels baixos fons (Porno dur) i les vides al marge de la llei (Possibilitat d'escapar), els personatges autodestructius (Taxi Driver, Toro salvatge, Mishima: A Life in Four Chapters, Auto Focus) i aquells que intenten canviar o fingir la seva classe social (American Gigolo, The Walker) són alguns dels temes recurrents en la seva filmografia.
En 2022 es va confirmar que rebria el Lleó d'Or per la carrera com a premi a la seva trajectòria professional.

### Treballs com a escriptor
- Schrader, Paul. El estilo trascendental en el cine: Ozu, Bresson, Dreyer.  Ediciones JC, 1972.

## Filmografia

### Com a director
- Cadena de muntatge (1978) (també guionista)
- Porno dur (1979) (també guionista)
- American Gigolo (1980) (també guionista)
- Gent felina (1982)
- Mishima: A Life in Four Chapters (1985) (també coguionista)
- L'estrella del rock (1987) (també guionista)
- Patty Hearst (1988)
- The Comfort of Strangers (1990)
- Possibilitat d'escapar (1992) (també guionista)
- Witch Hunt (1994) (TV)
- Tocat (1997) (també guionista)
- Aflicció (1997) (també guionista)
- Meva per sempre (1999) (també guionista)
- Auto Focus (2002)
- Dominion: Prequel to the Exorcist (2005)
- The Walker (2007) (també guionista)
- Adam ressuscitat (2008)
- The Canyons (2013)
- Dying of the Light (2014) (també guionista)
- Dog Eat Dog (2016) (també coguionista)
- El reverend (2017) (també guionista)
- The Card Counter (2021) (també guionista)
- Master Gardener (2022) (també guionista)[2]
- Oh, Canada (2024) (també guionista)

### Com a guionista
- Yakuza (1975) ... dirigida por Sydney Pollack (con Leonard Schrader)
- Taxi Driver (1976) ... dirigida por Martin Scorsese
- Obsessió (1976) ... dirigida por Brian De Palma
- Rolling Thunder (1977) ... dirigida por John Flynn
- Old Boyfriends (1979) ... dirigida por Joan Tewkesbury (con Leonard Schrader)
- Toro salvatge (1980) ... dirigida por Martin Scorsese (con Mardik Martin)
- La costa de 'los Mosquitos' (1986) ... dirigida por Peter Weir
- The Last Temptation of Christ (1988) ... dirigida por Martin Scorsese
- City Hall: l'ombra de la corrupció (1996) ... dirigida por Harold Becker (con Bo Goldman, Nicholas Pileggi y Ken Lipper)
- Bringing Out the Dead (1999) ... dirigida por Martin Scorsese

## Premis i distincions
Festival Internacional de Cinema de Canes
| Any  | Categoria                    | pel·lícula                       | Resultat  |
| ---- | ---------------------------- | -------------------------------- | --------- |
| 1985 | Millor contribució artística | Mishima: A Life in Four Chapters | Guanyador |

- Lleó d’Or honorífic del festival de cinema de Venècia (2022)